# 黒鉛炉
黒鉛炉（こくえんろ）とは、減速材に黒鉛（炭素）を用いる原子炉のこと。黒鉛減速原子炉 (Graphite moderated reactor)とも言われる。
黒鉛は安価で大量に入手でき、中性子の吸収が少なく減速能力も比較的大きい優秀な減速材である。中性子吸収量が少ないため、黒鉛炉は濃縮していない天然ウランを燃料として使用できる。
世界ではこの炉が約12%使われている（原子炉基数ベース、1999年現在）。エンリコ・フェルミの世界最初の原子炉「シカゴ・パイル1号」がこの形式。現在の商用黒鉛炉の直接のルーツはプルトニウム生産炉（原子爆弾の材料を作る為の炉）である。

## 主な黒鉛炉
- 黒鉛減速加圧軽水冷却炉 - LWGR → ソ連開発
- 黒鉛減速沸騰軽水冷却炉 - RBMK → ソ連開発 → チェルノブイリ原子力発電所で使用。
  - サンクトペテルブルク（レニングラード原子力発電所）で稼働中
- 黒鉛減速ガス冷却炉 - GCR → 英国開発
  - 黒鉛減速炭酸ガス（二酸化炭素）冷却炉（マグノックス炉）
    - 一基のみ日本にも建設された（東海発電所）。建設に当たっては耐震構造とするための改造が施された。

  - 黒鉛減速ヘリウム冷却炉（高温ガス炉）
    - アメリカ、ドイツにある。

## 黒鉛炉の問題点
- 黒鉛炉におけるスクラム動作は、反応場の黒鉛制御棒を取り除き、中性子線の吸収が大きい軽水を導入する事である。スクラム動作で黒鉛制御棒を引き下げる炉の場合において、炉下部温度が高温となった時にスクラム、制御棒引下げすると、まず炉下部で核分裂促進、蒸気が大量発生、直ちに反応場上部も蒸気で満たされ、中性子線吸収が大幅低下、核分裂反応促進、深刻な出力異常上昇を生じる恐れがある (RBMK-1000)。
- 中性子の減速能力が軽水より小さいため、軽水炉に比べて炉心が大きくなる（同じ大きさなら出力は小さくなる）。
- 運転中に減速材である黒鉛が、空気中の酸素と反応してCOになるなどして、質量が少しずつ減少していく。
- プルトニウムは灰に相当する廃棄物であるが、核燃焼の程度が低いためにプルトニウム239の含有量がプルトニウム240と比べて高く、核兵器の材料となる兵器級プルトニウム（239が93%以上）が作りやすい。そのため、核兵器の大量生産過程の中核部が形成できる。
- 同じく核燃焼の程度が低いために、核燃料のエネルギーが軽水炉とくらべると有効に利用できない。すなわち、発電炉としての燃料利用効率が悪く、経済性に問題がある。

## ソ連黒鉛炉仕様（サンクトペテルブルク）
- 炉型式 : 黒鉛減速沸騰水冷却炉（圧力管型）
- 熱出力 : 3200MW
- 電気出力 : 1000MW
- 燃料の種類 : 二酸化ウラン
- 減速材温度 : 650℃ - 900℃
- 冷却材 : 軽水

## 英国黒鉛炉仕様（ダンジネス）
- 炉型式 : 黒鉛減速二酸化炭素冷却炉（圧力管型/PCRV）
- 熱出力 : 1450MW
- 電気出力 : 606.5MW
- 燃料の種類 : 二酸化ウラン
- 燃料温度（被覆材・燃料） : 815℃・1631℃
- 減速材形状 : ブロック
- 燃料の種類 : 二酸化ウラン
- 冷却材 : 二酸化炭素

## ドイツ黒鉛炉仕様（THTR・停止中）
- 炉型式 : 黒鉛減速ヘリウム冷却炉（圧力管型/円筒）
- 熱出力 : 758MW
- 電気出力 : 301MW
- 燃料の種類 : 二酸化ウラン（ペブルベッド型（英語版））
- 燃料温度（被覆材・燃料） : 1000℃・1300℃
- 減速材形状 : 球状（燃料を直接被覆）
- 冷却材 : ヘリウム